# Lopaphus tonkinensis
Lopaphus tonkinensis är en insektsart som först beskrevs av Ludwig Redtenbacher 1908.  Lopaphus tonkinensis ingår i släktet Lopaphus och familjen Diapheromeridae. Inga underarter finns listade i Catalogue of Life.